# Дора Пеячевич
Дора Пеячевич (хорв. Dora Pejačević; 10 вересня 1885, Будапешт — 5 березня 1923, Мюнхен) — хорватська композиторка, представниця знатного старовинного хорватського роду графів Пеячевичів. Дочка бана Хорватії Теодора Пеячевича.

## Біографія
Дора Пеячевич народилася в 1885 році у Будапешті в родині хорватського графа Теодора Пеячевича й угорської аристократки Лілії Вай де Вайя. Її мати була непоганою піаністкою, і з раннього дитинства займалася з дочкою музикою. З 12 років Дора почала сама писати музику. В юності брала уроки у відомих музикантів свого часу: в Загребі з нею займався скрипкою Вацлав Хумл, теорією, композицією та оркестровкою — Чиріл Юнек і Карл Кайзер, в Дрездені вона займалася композицією під керівництвом Персі Шервуда, у Мюнхені їй давали уроки Вальтер Курвуазьє (композиція) і Генрі Петрі (скрипка). Дора була знайома з багатьма видатними діячами культури свого часу — особливо тісні дружні зв'язки встановилися у неї, починаючи з 1914 року, з письменником Карлом Краусом (Пеячевич поклала на музику ряд його віршів, була відданою читачкою його журналу, під його впливом захопилася лівою публіцистикою в діапазоні від Олександра Герцена до Карла Каутського; Краус оспівав Дору Пеячевич у декількох власних віршах).
З початком Першої світової війни Дора добровільно перебувала у родовому замку в Нашиці і присвятила себе турботі про поранених.
У 1921 році Дора вийшла заміж за Оттомара фон Лумба, а через два роки померла у Мюнхені від ускладнень після важких пологів. Похована у фамільному замку Пеячевичів у Нашиці.
Біографії Дори Пеячевич присвячений останній фільм відомого режисера Звонимира Берковича «Графиня Дора» (Kontesa Dora, 1993 рік).

## Творчість
Дора Пеячевич вважається однією з найвизначніших хорватських композиторів. Авторка 58 творів, написаних головним чином у пізньоромантичному стилі.
Найголовніший твір в спадщині Пеячевич — Симфонія фа-дієз мінор (1916—1917), що була вперше виконана в Дрездені 10 лютого 1920 року (диригент Едвін Лінднер), — вважається першою сучасною симфонією у хорватській музиці. Їй належать також концерт та концертна фантазія для фортепіано з оркестром, ряд камерних ансамблів (фортепіанний квінтет, фортепіанний квартет, фортепіанне тріо, два струнних квартети), дві скрипкових і одна віолончельна сонати, різні фортепіанні п'єси, пісні (в тому числі на слова Фрідріха Ніцше, Райнера Марії Рільке, Рікарди Хух).